# Kökpekti
Der Kökpekti (kasachisch Көкпекті) ist ein Zufluss des Saissansees im ostkasachischen Gebiet Abai.
Der Kökpekti entspringt in den nordwestlichen Ausläufern des Tarbagataigebirges im Audan Scharma. Er fließt in nordöstlicher Richtung durch die Steppenlandschaft. Bei dem gleichnamigen Verwaltungszentrum Kökpekti wendet sich der Fluss nach Südosten und mündet schließlich in das westliche Ende des Saissansees, der vom Irtysch entwässert wird. Der Kökpekti hat eine Länge von 206 km. Er entwässert ein Areal von 9030 km². Der mittlere Abfluss am Pegel Kökpekti 78 km oberhalb der Mündung beträgt 4,4 m³/s. Der Fluss wird hauptsächlich von der Schneeschmelze gespeist. In den Frühjahrsmonaten wurde ein mittlerer monatlicher Abfluss von 26,34 m³/s (April) bzw. 12,20 m³/s (Mai) gemessen.